# Девушка из Перинфа
«Девушка из Перинфа» (др.-греч. Περινθία) — комедия древнегреческого драматурга Менандра (IV—III века до н. э.), текст которой сохранился только частично в составе Оксиринхских папирусов. О времени написания пьесы ничего не известно, о её сюжете можно судить по сохранившемуся фрагменту (это часть текста ближе к финалу) и по латинской переделке, созданной Теренцием и поставленной на римской сцене в 166 году до н. э.
Теренций объединил сюжеты двух пьес Менандра, «Девушка из Перинфа» и «Девушка с Андроса». В прологе к получившейся таким образом комедии под названием «Девушка из Андроса» драматург объясняет, что две пьесы Менандра очень схожи по содержанию, но заметно различаются по стилю. Предположительно в «Девушке из Перинфа» молодой афинянин, неизвестный по имени, пытался избежать навязываемого ему отцом брака, так как был влюблён в чужестранку, приехавшую из фракийского города Перинф. Антиковеды допускают, что всё заканчивалось счастливо типичным для жанра образом: перинфянка могла оказаться дочерью гражданина Афин (возможно, того самого, чью первую дочь навязывали главному герою).